# Leucoantocianidină

Structura moleculară a flavan-3,4-diolului

Leucoantocianidinele (sau flavan-3,4-diolii) alcătuiesc o clasă de flavonoide cu structură similară cu cea a antocianidinelor. S-a demonstrat că sunt intermediari în biosinteza antocianidinelor în florile speciei Matthiola incana.
Exemple includ:
- Leucocianidină
- Leucodelfinidină
- Leucofizetinidină
- Leucomalvidină
- Leucopelargonidină
- Leucopeonidină
- Leucorobinetinidină
- Melacacidină
- Teracacidină din Acacia obtusifolia și Acacia maidenii[2]